# Assemblée métropolitaine de Kumasi

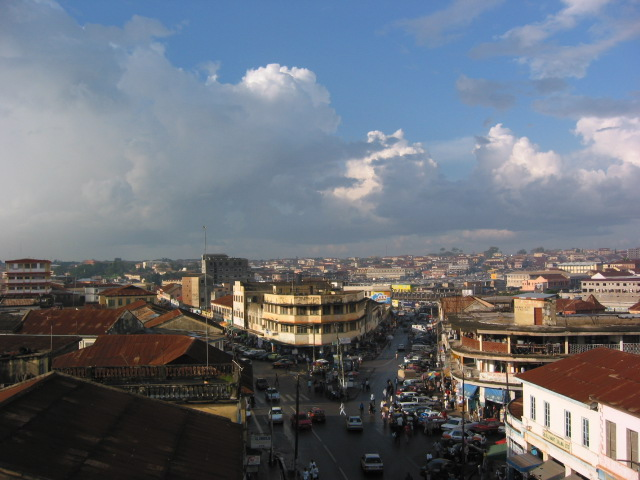
Vue aérienne du sous-métro Nhyiaeso à l'Assemblée métropolitaine de Kumasi (métropole de Kumasi) en 2003

L'assemblée métropolitaine de Kumasi est l’un des 21 districts de la Région d'Ashanti au Ghana.

## Districts limitrophes
Le district métropolitain de Kumasi est limité par 4 districts de la Région Ashanti :
|                 | Kwabre              |              |
| Atwima Kwanwoma | Kumasi Metropolitan | Ejisu-Juaben |
|                 | Bosomtwe            |              |

## Subdivisions
Le District métropolitain de Kumasi est composé de neuf subdivisions Sub-Metros : Asokwa, Bantama, Kwaadaso, Manhyia, Nhyiayeso, Oforikrom, Suame, Subin et Tafo et de 119 communautés en 2014.